# Odrzywół (gromada)
Odrzywół – dawna gromada, czyli najmniejsza jednostka podziału terytorialnego Polskiej Rzeczypospolitej Ludowej, w latach 1954–1972.
Gromady, z gromadzkimi radami narodowymi (GRN) jako organami władzy najniższego stopnia na wsi, funkcjonowały od reformy reorganizującej administrację wiejską przeprowadzonej jesienią 1954 do momentu ich zniesienia z dniem 1 stycznia 1973, tym samym wypierając organizację gminną w latach 1954–1972.
Gromadę Odrzywół z siedzibą GRN w Odrzywole utworzono – jako jedną z 8759 gromad na obszarze Polski – w powiecie opoczyńskim w woj. kieleckim, na mocy uchwały nr 13g/54 WRN w Kielcach z dnia 29 września 1954. W skład jednostki weszły obszary dotychczasowych gromad Odrzywół, Ceteń, Badulki, Kamienna Wola i Wysokin ze zniesionej gminy Ossa oraz wieś Janówek z dotychczasowej gromady Kłonna ze zniesionej gminy Klwów w tymże powiecie. Dla gromady ustalono 27 członków gromadzkiej rady narodowej.
31 grudnia 1959 do gromady Odrzywół przyłączono obszar zniesionej gromady Ossa oraz wsie Kłonna i Stara Kłonna, kolonię Kłonna i gajówkę Kłonna ze zniesionej gromady Domaszno.
Gromada przetrwała do końca 1972 roku, czyli do kolejnej reformy gminnej. 1 stycznia 1973 utworzono gminę Odrzywół.